# Daniellia oblonga
Daniellia oblonga là một loài rau đậu thuộc họ Fabaceae.
Loài này có ở Bénin, Cameroon, Guinea Xích Đạo, và Nigeria.
Chúng hiện đang bị đe dọa vì mất môi trường sống.